# Wolfram Franz Martin Hatz
Wolfram Franz Martin Hatz (* 5. Mai 1961 in Vilshofen an der Donau) ist ein deutscher Unternehmer und Verbandsfunktionär.

## Leben
Hatz begann  1985 im Risk Management bei der Dresdner Bank. 1989 wurde er Geschäftsleitungsassistent der Firma Hurth in München, bevor er 1990 als Leiter Personal in das Familienunternehmen Motorenfabrik Hatz in Ruhstorf eintrat.
Im Jahr 1996 trat Wolfram Hatz die Nachfolge seines Vaters Wolfram Hatz (sen.) als Geschäftsführer der Motorenfabrik Hatz GmbH & Co. KG an, die er bis 2016  leitete. Seit 2016 ist er Vorsitzender des Beirates, Hauptgesellschafter und vertrieblicher Markenbotschafter des Unternehmens.
Seit Mai 2019 ist Wolfram Hatz Präsident der Verbände Vereinigung der Bayerischen Wirtschaft, Verband der Bayerischen Metall- und Elektro-Industrie sowie Bayerischer Unternehmensverband Metall und Elektro. Er wurde 2021 für zwei Jahre wiedergewählt. Seit Mai 2019 ist Wolfram Hatz Vizepräsident von Gesamtmetall. Zudem ist er seit November 2019 Vizepräsident und Schatzmeister der Bundesvereinigung der Deutschen Arbeitgeberverbände.

## Weitere  Ämter
- Stiftungsvorstand der Mathias Hatz-Stiftung[6]
- Vorsitzender des Fördervereins der Realschule Neuhaus
- Ehrenamtlicher Richter am Arbeitsgericht Passau